# Суворовское (Краснодарский край)
Суворовское — село в Усть-Лабинском районе Краснодарского края России, образует Суворовское сельское поселение, являясь его административным центром.

## Варианты названия
- Кочеты Третья Речка,
- Третья Речка Кочеты,
- Третья речка Кочеты[2].

## География
Село расположено по берегам степной Третьей речки Кочеты (бассейн реки Кирпили), вытянуто вдоль неё с запада на восток на 10 км. Выше по течению расположен хутор Железный, ниже — станица Пластуновская.
Через село проходит асфальтированная автомобильная дорога. Ближайшая железнодорожная станция расположена в станице Пластуновской (8 км к западу от села).

## История
Территория современного села входила в юрт (земельный надел) станицы Васюринской Екатеринодарского отдела Кубанской области. Несколько хуторов были объединены в село, получившее название Третья Речка Кочеты. В 1962 году село было переименовано в Суворовское — в честь русского полководца Суворова.

## Население
| 2002  | 2010  | 2012  | 2013  | 2014  | 2015  | 2016  |
| ----- | ----- | ----- | ----- | ----- | ----- | ----- |
| 2773  | ↘2757 | ↗2759 | ↘2753 | ↘2747 | ↘2704 | →2704 |
| 2017  | 2018  | 2019  | 2020  | 2021  | 2023  |       |
| ↘2698 | ↘2640 | ↘2582 | ↘2571 | ↘2150 | ↘2111 |       |

## Экономика
Выращиваются зерновые культуры, сахарная свёкла, соя, подсолнечник, овощи.

## Достопримечательности
Здание церкви 1910 года постройки, используемое в качестве клуба.